# Mesiotelus bosmansi
Espèce
Mesiotelus bosmansi est une espèce d'araignées aranéomorphes de la famille des Liocranidae.

## Distribution
Cette espèce est endémique de la province d'Artvin en Turquie,. Elle se rencontre vers Şavşat.

## Description
La femelle holotype mesure 6,54 mm.

## Systématique et taxinomie
Cette espèce a été décrite par Zamani, Fomichev et Marusik en 2024.

## Étymologie
Cette espèce est nommée en l'honneur de Robert Bosmans.

## Publication originale
- Zamani, Fomichev, Naumova, Kaya & Marusik, 2024 : « New taxonomic and faunistic data on Liocranidae (Arachnida: Araneae) of West Palaearctic), with nine new species of Mesiotelus Simon, 1897. » Zootaxa, no 5519(2), p. 190-214.